# Orthopristis
Los peces roncadores llamados corocoros o burritos son el género Orthopristis, peces marinos de la familia de los haemúlidos, distribuidos por las costas de toda América, unas especies en el Atlántico y otras en el océano Pacífico, algunas endémicas de las islas Galápagos.
Tienen el cuerpo esbelto y algo comprimido, con una longitud corporal máxima entre 24 y 46 cm, de coloraciones grises y apagadas.

## Especies
Existen ocho especies válidas en este género:
- Orthopristis cantharinus (Jenyns, 1840) - Corocoro brin, Burrito brin.
- Orthopristis chalceus (Günther, 1864) - Corocoro zapata, Burrito corcovado.
- Orthopristis chrysoptera (Linnaeus, 1766) - Corocoro armado, Burro.
- Orthopristis forbesi (Jordan y Starks, 1897) - Roncador de Galápagos.
- Orthopristis lethopristis (Jordan y Fesler, 1889) - Roncador escamado de aletas.
- Orthopristis poeyi (Scudder, 1868) - Corocoro cubano, Burro.
- Orthopristis reddingi (Jordan y Richardson, 1895) - Corocoro bronceado, Burrito rayado.
- Orthopristis ruber (Cuvier, 1830) - Corocoro congo.